# Vladimir Padrino
Vladimir Padrino (ur. 1963 r. w Caracas) – wenezuelski wojskowy, od 2014 r. minister obrony.

## Życiorys
Urodzony w 1963 r. w Caracas. Pochodził z Candelarii, dzielnicy klasy średniej w Caracas. Studiował na Akademii Wojskowej w Caracas, gdzie za sprawą zamiłowania do muzyki zbliżył się do wykładowcy Hugo Cháveza. W 1992 r. ukończył Akademię z najwyższą notą na roku. Nie wziął udziału w nieudanym zamachu stanu Chávez zorganizowanym w tym samym roku. W 1995 r. został delegowany do Szkoły Ameryk w Stanach Zjednoczonych, gdzie Amerykanie uczyli latynoskich wojskowych zwalczania lewicowych opozycjonistów.
W 2002 r. jako podpułkownik i dowódca batalionu piechoty w stolicy Wenezueli pozostał lojalistą i pomógł powstrzymać wspieranych przez USA puczystów, którzy usiłowali obalić prezydenta Cháveza. Od tego czasu szybko awansował i wstąpił do rządzącej Zjednoczonej Partii Socjalistycznej Wenezueli. W 2010 r. został generałem dywizji, dwa lata później generałem majorem. Równocześnie został zastępcą głównodowodzącego i szefem sztabu sił zbrojnych. W lipcu następnego roku został naczelnym dowódcą wojska przez prezydenta Nicolasa Maduro.
Od 24 października 2014 r. minister obrony Wenezueli, zastąpił Carmena Meléndeza. Trzy miesiące po objęciu stanowiska ministra obrony podpisał okólnik zezwalający na użycie ostrej amunicji przeciw cywilom demonstrującym przeciw rządowi Maduro. W efekcie w antyrządowych protestach z lat 2014–2017 zginęło ponad 200 osób. W 2017 r. Padrino publicznie potępił wojskowych biorących udział w handlu kokainą. Po rozpoczęciu prezydenckiego kryzysu z 2019 r. Padrino publicznie poparł Maduro jako prezydenta.